# Saulos Chilima
Saulos Chilima, né le 12 février 1973 à Ntcheu et mort le 10 juin 2024 dans la Chikangawa Forest Reserve (district de Mzimba, Malawi), est un homme d'État malawite.

## Biographie

### Carrière dans le privé
Économiste de formation, Saulos Chilima travaille pour différentes multinationales, comme Unilever et Coca-Cola, puis se joint à Airtel Malawi, où il grimpe les échelons jusqu'au poste de président-directeur général.

### Carrière politique
En février 2014, Saulos Chilima devient vice-président de la République lorsque Peter Mutharika est élu à la présidence pour le Parti démocrate-progressiste (DPP). Il cumule cette fonction avec celle de ministre du Secours aux sinistrés et des Événements publics.
Candidat à l'élection présidentielle de 2019, il fait face à Lazarus Chakwera, candidat du Parti du congrès du Malawi, et au président sortant, Peter Mutharika. L'opposition dénonce des résultats frauduleux.
Le 3 février 2020, la Cour constitutionnelle annule le scrutin et ordonne que de nouvelles élections soient convoquées dans un délai de 150 jours,. Chilima retrouve son poste de vice-président jusqu'à la prochaine présidentielle, à laquelle il est candidat.
En novembre 2022, Saulos Klaus Chilima est arrêté dans une affaire de corruption. L'accusation est portée par l'agence anti-corruption du pays, qui affirme qu'avec plusieurs hauts fonctionnaires, il a accepté de l'argent d'une compagnie britannique en échange de contrats gouvernementaux. Libéré sous caution, il est alors suspendu de ses fonctions. Cette suspension a été levée en mai 2024 par la justice, qui a annulé les poursuites. Dans la foulée, son parti a affirmé qu'il serait candidat à l'élection présidentielle de septembre 2025. 

### Mort
Le 10 juin 2024, Saulos Chilima fait un voyage de Lilongwe à Mzuzu à bord d'un Dornier 228 de la force aérienne du Malawi pour assister à l'enterrement d'un ancien membre du gouvernement. L'avion, qui est en service depuis 1988, transporte dix personnes. Les mauvaises conditions météorologiques contraignent l'appareil à faire demi-tour mais il s'écrase en cours de route. Les secours trouvent l'épave le 11 juin dans la réserve forestière de Chikangawa (en), dans le district de Mzimba ; il n'y a aucun survivant.